# Matthew Daddario
Matthew Daddario (født 1. oktober 1987) er en amerikansk skuespiller, der er bedst kendt for sin rolle som Alec Lightwood i Freeforms fantasy serie Shadowhunters.

## Privatliv
Matthew Daddario er født og opvokset i New York City, han er søn af Christina Daddario, der er advokat, og Richard Daddario, der er tidligere leder af NYPD's afdeling for terrorisme under borgmester Michael Bloomberg. Desuden har han en ældre søster, der også er skuespiller Alexandra Daddario; han har også en yngre søster og bror.
Matthew Daddarios bedstefar var Emilio Q. Daddario, der sad i Repræsentanternes Hus fra 1959 til 1971 for Demokraterne. Matthew Daddario er af italiensk, irsk, tjekkisk og engelsk afstamning. Han gik på Collegiate School, før han studerede business på Indiana University Bloomington, hvor han var færdig i 2010.

## Filmografi
| År      | Filmtitel                    | Rolle           | Noter      |
| ------- | ---------------------------- | --------------- | ---------- |
| 2012    | The Debut                    | Peter Hamble    | Film       |
| 2013    | Breathe In                   | Aaron           | Film       |
| 2013    | 36 Saints                    | Sebastian       | Film       |
| 2013    | Delivery Man                 | Channing        | Film       |
| 2014    | Growing Up and Other Lies    | Peter           | Film       |
| 2014    | When the Game Stands Tall    | Danny Ladouceur | Film       |
| 2015    | Naomi and Ely's No Kiss List | Gabriel         | Film       |
| 2016    | Cabin Fever                  | Jeff            | Film       |
| 2016    | The Last Hunt                | Matthias        | Kortfilm   |
| 2016–nu | Shadowhunters                | Alec Lightwood  | Hovedrolle |

## Priser og nomineringer
| År   | Pris               | Kategori                                   | Nomineret værk | Resultat     |
| ---- | ------------------ | ------------------------------------------ | -------------- | ------------ |
| 2016 | Teen Choice Awards | Choice TV: Breakout Star                   | Shadowhunters  | Vundet       |
| 2016 | MTV Fandom Awards  | Ship of the Year (delt med Harry Shum Jr.) | Shadowhunters  | Nomineret    |
| 2017 | Teen Choice Awards | Choice TV: Sci-Fi/Fantasy Actor            | Shadowhunters  | Ikke afgjort |